# Igreja de la Madeleine
A Igreja da Madalena (em francês: Église de la Madeleine), situada perto da Praça da Concórdia, em Paris, na França, é uma igreja católica consagrada a Santa Maria Madalena. Se destaca pela arquitetura em forma de templo clássico grego.
A construção começou próxima do ano 1764 por Contant d´Ivry, sendo logo refeita com planos de Guillaume Couture (1777). Durante a Revolução Francesa, as obras foram suspensas de 1790 a 1805. Em 1806, por conta da tendência anticlerical da época, se transformou em um templo em homenagem ao Grande Exército, função que desempenhou até a construção do Arco do Triunfo, que a substituiu nessa função.
Em 1842, foi consagrada como igreja católica, função que continua desempenhando na atualidade.
O célebre músico francês Camille Saint-Saëns trabalhou nela como organista entre 1858 e 1877.
Nela teve lugar o funeral de D. Pedro II, em 1891. No local, ocorre a tradicional Lavagem da Madeleine na qual brasileiros radicados na capital francesa e franceses comparecem ao desfile de música e folclore, inspirada pela lavagem das escadarias da Igreja do Senhor do Bonfim, na Bahia.